# Paulo Herkenhoff
Paulo Herkenhoff (* 1949 in Cachoeiro de Itapemirim im Bundesstaat Espírito Santo) ist ein brasilianischer Kurator, Kunstkritiker und Museumsleiter.

## Leben und Werk
Paulo Herkenhoff war von 1985 bis 1990 leitender Kurator des Museu de Arte Moderna do Rio de Janeiro. 1998 war er künstlerischer Direktor der 24. Biennale von São Paulo und Kurator für den Brasilianischen Pavillon auf der 47. Biennale di Venezia. Als Kurator für die Abteilung Malerei und Skulptur am Museum of Modern Art in New York arbeitete er von 1999 bis 2002.
Von 2003 bis 2006 war Herkenhoff als Direktor des Museu Nacional de Belas Artes in Rio de Janeiro tätig.
Herkenhoff war 2007 Mitglied der Findungskommission der documenta 12. Er hielt Gastvorlesungen an verschiedenen Universitäten und veröffentlichte Artikel in Zeitschriften, Ausstellungskatalogen und Büchern von international renommierten Ausstellungshäusern, darunter Tate Modern (London), Centre Georges Pompidou (Paris), Musée National d’Art Moderne (Paris) und die Fundació Antoni Tàpies (Barcelona). Er veröffentlichte Texte über:
- Louise Bourgeois (2003)
- Julião Sarmento (2004)
- Rebecca Horn (2005)
- Guillermo Kuitca (2006)
- Raul Mourão (2007)

Herkenhoff lebt und arbeitet in Rio de Janeiro.